# Andrena akitsushimae
Andrena akitsushimae är en biart som beskrevs av Osamu Tadauchi och Hirashima 1984. Andrena akitsushimae ingår i släktet sandbin, och familjen grävbin. Inga underarter finns listade i Catalogue of Life.